# Małgorzata Lewandowska (ekonomistka)
Małgorzata Stefania Lewandowska – polska ekonomistka, doktor habilitowany nauk ekonomicznych.

## Życiorys
W 1995 r. ukończyła studia menedżerskie w Szkole Głównej Handlowej w Warszawie, w 2005 r. obroniła pracę doktorską, w 2018 r. habilitowała się na podstawie pracy zatytułowanej Koncepcja innowacji otwartych. Perspektywa polskich przedsiębiorstw przemysłowych.
Została pracownikiem naukowym w Szkole Głównej Handlowej w Warszawie, oraz należy do Rady Dyscypliny Naukowej - Nauk o Zarządzaniu i Jakości SGH.